# Giottov campanile
Giottov campanile je samostojen zvonik (italijansko campanile), ki je del kompleksa stavb, ki sestavljajo Firenško stolnico na Piazza del Duomo v Firencah v Italiji.
Stoji ob baziliki Santa Maria del Fiore in Baptisteriju sv. Janeza, in je ena od znamenitosti florentinske gotske arhitekture z Giottovim oblikovanjem, bogatim kiparskim okrasjem in barvno marmorno oblogo.
Vitka struktura je kvadratna v tlorisu s stranico 14,45 m. Visok je 84,7 metrov in ima poligonalno podkonstrukcijo na vsakem vogalu . Stolp je razdeljen na pet nadstropij.

## Zgodovina
Po smrti Arnolfa di Cambia leta 1302, prvega vodje del na stolnici in po prekinitvi več kot trideset let, je bil leta 1334 n kot njegov naslednik nominiran slaven slikar Giotto di Bondone. V tem času je bil star 67 let. Giotto se je osredotočil na načrtovanje in izgradnjo zvonika za stolnico. Postal je ugledni arhitekt, zahvaljujoč naraščajoči avtonomiji arhitekta-oblikovalca v odnosu do obrtnikov o prve polovice 13. stoletja. Temeljni kamen je bil postavljen 19. julija 1334 . Njegova zasnova je bila v skladu z barvno shemo stolnice, ki jo je uporabil Arnolfo di Cambio, s tem da je stolp izgledal, kot da je poslikan. V svoji zasnovi je uporabil tudi chiaroscúro in neko obliko perspektive namesto strogo linearnega risanja. Namesto filigranskega okostja gotske stavbe je v geometrijskih vzorcih nanosil površino barvnega marmorja.
Ko je leta 1337 umrl, je končal le spodnje nadstropje z zunanjo oblogo iz marmorja: geometrijske vzorce belega marmorja iz Carrare, zelenega marmorja iz Prata in rdečega iz Siene. To spodnje nadstropje je okrašeno na treh straneh z bas-reliefi v šestkotnih ploščah, sedem na vsaki strani. Ko so bila vhodna vrata razširjena leta 1348, sta bili dve plošči premaknjeni na prazno severno stran in šele pozneje leta 1437 je Luca della Robbia naročil še pet plošč. Številka "sedem" ima v biblijskem smislu poseben pomen: simbolizira človeško dovršenost. Te plošče je težko pripisati umetniškemu očetovstvu, nekatere so lahko Giottove, drugi pa Andrea Pisano (ali njihove delavnice).
Skozi to delo je Giotto skupaj s Brunelleschijem (njegova je kupola Firenške stolnice) in Albertijem (s svojo razpravo De re aedificatoria, 1450) postal eden od ustanoviteljev italijanske renesančne arhitekture.
Giotta je leta 1343 nasledil Andrea Pisano, ki je bil že znan po južnih vratih krstilnice. Nadaljeval je gradnjo zvonika in natančno sledil Giottojevem projektu. Dodal je, nad spodnjim Giottovim nadstropjem, drugo fascijo, tokrat okrašeno z rombi v obliki plošč (1347-1341). Dvignil je še dve nadstropji, s štirimi nišami na vsaki strani in vsakem nadstropju, vendar je druga vrsta niš prazna. Gradnja se je ustavila leta 1348, leta katastrofalne črne smrti.
Pisana je zamenjal Francesco Talenti, ki je zgradil zgornja tri nadstropja z velikimi okni, in leta 1359 dokončal zvonik. Ni konstruiral konice, ki jo je zasnoval Giotto, s čimer se je načrtovana višina 122 metrov znižala na 84,7 metra. Vrh, s svojo slikovito panoramo Firenc in okoliških gričev, je mogoče doseči po 414 stopnicah.

## Umetniška dela
Vsa sedanja umetniška dela v zvoniku so kopije. Izvirniki so bili odstranjeni med letoma 1965 in 1967 in so sedaj na ogled v Museo dell'Opera del Duomo, za stolnico

### Šestkotne plošče
Šestkotne plošče na spodnjem nivoju prikazujejo zgodovino človeštva, ki ga navdihuje Geneza, začenši z zahodne strani:
- Ustvarjanje moškega in ženske: ustvarjanje Adama, ustvarjanje Eve, trud naših prvih staršev
- Začetki »mehanskih umetnosti« in »ustvarjalnih umetnosti« (po Bibliji): Abel (živinoreja), Jubal (oče vseh godcev na citre in flavto), Tubál Kajin (koval vsakovrstno orodje iz brona in železa), Noe (prvi kmet). Ta serija se nadaljuje na južni in na vzhodni strani zvonika

Skupino Geneza se pripisuje Andrei Pisanu, razen "Jubala" - Nino Pisano in "Tubál Kajin" pomočniku Andrea Pisane.
Sedem šestkotnih plošč na južni strani nam kažejo Gionitus (Astronomija), Umetnost gradbeništva, Medicino, Lov, delo z volno, Foronej (Zakonodaja), Dedal (letenje). Nekatere ponovno pripisujejo Andrei Pisanu, razen Gionitusa in umetnosti gradbeništva in Medicine in Foroneja Ninu Pisanu.
Na vzhodni strani je le pet plošč, zaradi vhodnih vrat. Predstavljajo: "liberalne umetnosti": Navigacija, Socialna pravičnost, Kmetijstvo, Umetnost festivalov in Evklid (arhitektura). Prve tri plošče pripisujejo Andrei Pisanu, zadnji dve pa Ninu Pisanu. Madona in otrok v luneti in Dva preroka in odrešitelja na vrhu zatrepa nad vhodnimi vrati sta pripisana Andrei Pisanu.
Šesterokotne plošče na severni strani prikazujejo: Skulptura, Fidija (oboje se je preselilo na to stran z vzhodne strani v letih 1347-1348), Slikarstvo, Harmonija, Slovnica, Logika in Dialektika (zastopana s Platonom in Aristotelom), Glasba in poezija (zastopa Orfej ), Geometrija in aritmetika (ki jo zastopata Evklid in Pitagora). Prva plošča je pripisana Andrei Pisanu, druga Ninu Pisanu, ostale pa Luci della Robbia. Zadnjih pet plošč je bilo dodanih po odstranitvi dvignjenega prehoda med zvonikom in stolnico.

### Rombi
Rombi na naslednjem nadstropju že kažejo drugačen slog: Figure iz marmorja izstopajo na ozadju modre majolike. Te alegorične predstavitve skoraj vse pripisujejo Andrei Pisanu ali njegovi šoli.
- Zahodna stran: Planeti – Saturn, Jupiter, Mars, Sonce, Venera, Merkur, Luna. (Venera in Merkur sta pripisana Ninu Pisanu).
- Južna stran: tri teološke in štiri kardinalne vrline – vera, dobrodelnost, upanje, preudarnost, pravičnost, temperament, trdnost (vero pripisuje Gino Micheli da Castellu).
- Vzhodna stran: Sedem svobodnih umetnosti – gramatika, retorika, dialektika, aritmetika, geometrija, astronomija, glasba (geometrija in retorika sta pripisana Andrei Pisanu, ostali, razen astronomije, Ginu Micheli da Castellu).
- Severna stran: sedem zakramentov (predstavljeno realno in ne alegorično) – sveti krst, sveta evharistija, sveta birma, sveta pokora, sveto bolniško maziljenje, sveto mašniško posvečenje, sveti zakon. Vsi so pripisani Maso di Banco, razen zakonske zveze, pripisane Gino Micheli da Castellu.

### Kipi v nišah
Na naslednjem nadstropju so na vsaki strani v nišah štirje kipi. Izklesani so bili v različnih obdobjih:
- Štiri kipe na zahodni strani je izdelal Andrea Pisano in so iz leta 1343. Ti gotski kipi so precej visoki reliefi, ki so ostali nedokončani na hrbtni strani. So Tiburtinska Sibila, kralj  David, Solomon in Eritrejska Sibila.
- Štirje preroki na južni strani so že bolj klasični v slogu in datumu med letoma 1334 in 1341. Kip Mojzesa in četrti kip pripisujejo Maso di Banco.
- Štirje preroki in patriarhi na vzhodni strani so iz obdobja med letoma 1408 in 1421: brezbradi preroki so Donatellovi (verjetno portret njegovega prijatelja, arhitekta Filippa Brunelleschija), bradati preroki (morda Nanni di Bartolo), Abraham in Izak (Donatello in Nanni di Bartolo) in Il Pensatore (mislec) (Donatello).
- Štirje kipi na severni strani so bili dodani med letom 1420 in 1435: prerok (verjetno Nanni di Bartolo, ki pa ga je podpisal Donatello), Habakuk (Donatellova mojstrovina, mučen in osamljen prerok, ki prikazuje Giovannija Chiericinija, sovražnika Medičejcev), Jeremija (Donatello, portret Francesca Soderinija, drugega sovražnika Medičejcev), Abdias (Nanni di Bartolo).

### Tri zgornja nadstropja
Ta nadstropja je zgradil Francesco Talenti, mojster del od leta 1348 do 1359. Vsako nadstropje je večja od spodnjega in se razteza po njem v vseh dimenzijah, tako da razlika v velikosti točno šteje kot učinek perspektive. Posledično so zgornja tri nadstropja stolpa, gledano od spodaj, videti popolnoma enake velikosti. Vertikalna okna odpirajo stene, motiv izposojen iz zvonika v Sieni. Talenti je namesto konice zgradil veliko razgledno teraso.
Reliefi, kipi in dekoracija naredijo koherentno celoto, ko jo razlagamo v smislu srednjeveške sholastične filozofije.